# Método del punto fijo

Los dos puntos fijos, marcados en rojo, de la función

El método del punto fijo es un método iterativo que permite resolver sistemas de ecuaciones no necesariamente lineales. En particular se puede utilizar para determinar raíces de una función de la forma {\displaystyle f(x)}, siempre y cuando se cumplan los criterios de convergencia.

## Descripción del método
El método de iteración de punto fijo, también denominado método de aproximación sucesiva, requiere volver a escribir la ecuación {\displaystyle f(x)=0} en la forma
{\displaystyle x=g(x)}.
Llamemos {\displaystyle x^{*}} a la raíz de {\displaystyle f}. Supongamos que existe y es conocida la función {\displaystyle g} tal que:
{\displaystyle f(x)=x-g(x)\ \ \forall x\in D_{f}}.
Entonces:
{\displaystyle f(x^{*})=0\Leftrightarrow x^{*}-g(x^{*})=0\Leftrightarrow x^{*}=g(x^{*}).}
Tenemos, pues, a {\displaystyle x^{*}} como punto fijo de {\displaystyle g}.

## Procedimiento
El procedimiento empieza con una estimación o conjetura inicial de {\displaystyle x}, que es mejorada por iteración hasta alcanzar la convergencia. Para que converja, la derivada {\displaystyle (dg/dx)} debe ser menor que 1 en magnitud (al menos para los valores x que se encuentran durante las iteraciones). La convergencia será establecida mediante el requisito de que el cambio en {\displaystyle x} de una iteración a la siguiente no sea mayor en magnitud que alguna pequeña cantidad ε.

## Algoritmo para iteración de punto fijo
1. Se ubica la raíz de {\displaystyle f(x)} analizando la gráfica.
2. Se despeja de manera: {\displaystyle x=g(x)}.
3. Obtenemos de {\displaystyle x=g(x)} su derivada {\displaystyle g\prime (x)}.
4. Resolviendo la desigualdad -1 ≤ {\displaystyle g\prime (x)} ≤ 1 obtenemos el rango de valores en los cuales esta el punto fijo llamado R.
5. Con R buscamos la raíz en {\displaystyle g(x)}, es decir {\displaystyle g(R)=R} haciendo iteración de las operaciones.

## Ejemplo
Sea {\displaystyle f(x)=x^{2}-5x+3} una función, encuentre la raíz.
Ubicamos la raíz analizando la gráfica.
Obtenemos {\displaystyle x=g(x)}:
{\displaystyle x={\sqrt {5x-3}}}
Después obtenemos la derivada de la función:
{\displaystyle {dg \over dx}}{\displaystyle ={5 \over 2{\sqrt {5x-3}}}}
Entonces resolvemos las desigualdades:
{\displaystyle {5 \over 2{\sqrt {5x-3}}}<1}
La solución es:
{\displaystyle ({37 \over 20},\infty )}
{\displaystyle {5 \over 2{\sqrt {5x-3}}}>-1}
La solución es:
{\displaystyle ({3 \over 5},\infty )}
O visto de otra manera, vemos que en la gráfica de la derivada existen valores entre -1 y 1:
Ya que se tienen los valores del rango R, encontramos la raíz haciendo la iteración de las operaciones:
En la tabla se puede ver el valor que en este caso se usó de R, la iteración consiste en usar ese valor en {\displaystyle x=g(x)} para obtener los siguientes valores haciendo la misma operación usando el valor anterior.
Después de un número considerable de iteraciones obtenemos la raíz en 4,30268775.

## ConjuntoOx,αn(h){\displaystyle O_{x,\alpha }^{n}(h)}de Operadores Fraccionales
El cálculo fraccional de conjuntos (Fractional Calculus of Sets (FCS)), mencionado por primera vez en el artículo titulado "Sets of Fractional Operators and Numerical Estimation of the Order of Convergence of a Family of Fractional Fixed-Point Methods", es una metodología derivada del cálculo fraccional. El concepto principal detrás del FCS es la caracterización de los elementos del cálculo fraccional utilizando conjuntos debido a la gran cantidad de operadores fraccionales disponibles. Esta metodología se originó a partir del desarrollo del método de Newton-Raphson fraccional  y trabajos relacionados posteriores.

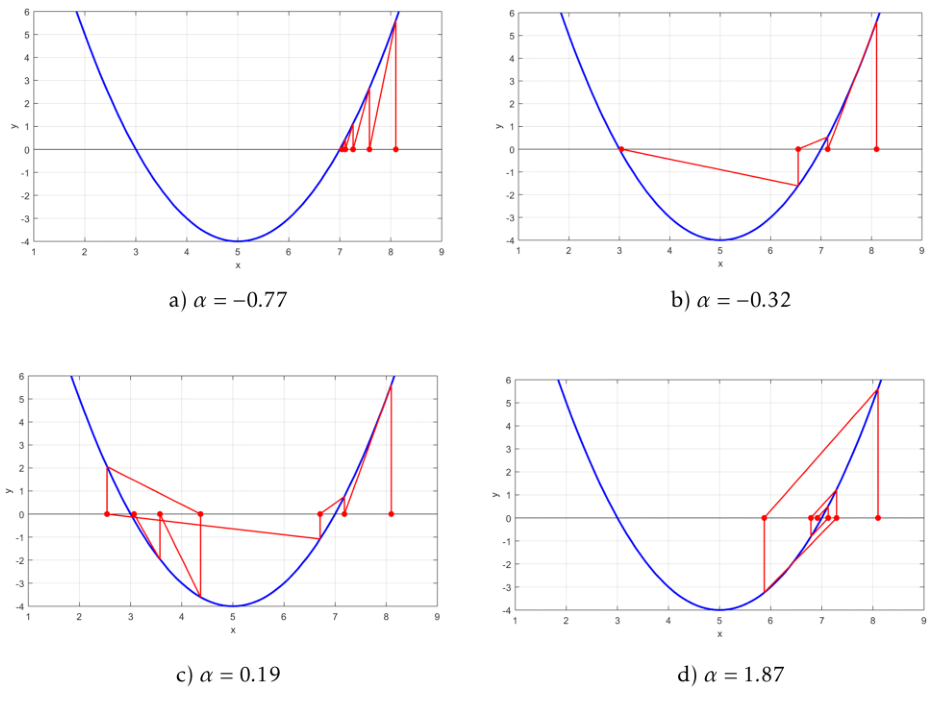
Ilustración de algunas líneas generadas por el método de Newton–Raphson fraccional para la misma condición inicial pero con diferentes órdenes del operador fraccional implementado. Fuente: [https://www.sciencedirect.com/science/article/abs/pii/S0096300322003058?via%3Dihub Applied Mathematics and Computation

El cálculo fraccional, una rama de las matemáticas que trata con derivadas de orden no entero, surgió casi simultáneamente con el cálculo tradicional. Esta emergencia fue en parte debido a la notación de Leibniz para derivadas de orden entero: {\displaystyle {\frac {d^{n}}{dx^{n}}}}. Gracias a esta notación, L’Hopital pudo preguntar en una carta a Leibniz sobre la interpretación de tomar {\displaystyle n={\frac {1}{2}}} en una derivada. En ese momento, Leibniz no pudo proporcionar una interpretación física o geométrica para esta pregunta, por lo que simplemente respondió a L’Hopital en una carta que "... es una aparente paradoja de la cual, algún día, se derivarán consecuencias útiles".
El nombre "cálculo fraccional" se origina a partir de una pregunta histórica, ya que esta rama del análisis matemático estudia derivadas e integrales de un cierto orden {\displaystyle \alpha \in \mathbb {R} }. Actualmente, el cálculo fraccional carece de una definición unificada de lo que constituye una derivada fraccional. En consecuencia, cuando no es necesario especificar explícitamente la forma de una derivada fraccional, típicamente se denota de la siguiente manera:
Los operadores fraccionales tienen varias representaciones, pero una de sus propiedades fundamentales es que recuperan los resultados del cálculo tradicional a medida que {\displaystyle \alpha \to n}. Considerando una función escalar {\displaystyle h:\mathbb {R} ^{m}\to \mathbb {R} } y la base canónica de {\displaystyle \mathbb {R} ^{m}} denotada por {\displaystyle \{{\hat {e}}_{k}\}_{k\geq 1}}, el siguiente operador fraccional de orden {\displaystyle \alpha } se define utilizando notación de Einstein:
Denotando {\displaystyle \partial _{k}^{n}} como la derivada parcial de orden {\displaystyle n} con respecto al componente {\displaystyle k}-ésimo del vector {\displaystyle x}, se define el siguiente conjunto de operadores fraccionales:
{\displaystyle O_{x,\alpha }^{n}(h):=\left\{o_{x}^{\alpha }:\exists o_{k}^{\alpha }h(x){\text{ y }}\lim _{\alpha \to n}o_{k}^{\alpha }h(x)=\partial _{k}^{n}h(x)\ \forall k\geq 1\right\},}
cuyo complemento es:
{\displaystyle O_{x,\alpha }^{n,c}(h):=\left\{o_{x}^{\alpha }:\exists o_{k}^{\alpha }h(x)\ \forall k\geq 1{\text{ y }}\lim _{\alpha \to n}o_{k}^{\alpha }h(x)\neq \partial _{k}^{n}h(x){\text{ para al menos un }}k\geq 1\right\}.}
Como consecuencia, se define el siguiente conjunto:

### Extensión a Funciones Vectoriales
Para una función {\displaystyle h:\Omega \subset \mathbb {R} ^{m}\to \mathbb {R} ^{m}}, el conjunto se define como:
donde {\displaystyle [h]_{k}:\Omega \subset \mathbb {R} ^{m}\to \mathbb {R} } denota el {\displaystyle k}-ésimo componente de la función {\displaystyle h}.

## Método de Newton-Raphson fraccional
Sea {\displaystyle f:\Omega \subset \mathbb {R} ^{m}\to \mathbb {R} ^{m}} una función con un punto {\displaystyle \xi \in \Omega } tal que {\displaystyle \|f(\xi )\|=0}. Entonces, para algún {\displaystyle x_{i}\in B(\xi ;\delta )\subset \Omega } y un operador fraccional {\displaystyle t_{x}^{\alpha ,\infty }\in {}_{m}T_{x,\alpha }^{\infty ,\gamma }(x_{i},f)}, es posible definir un tipo de aproximación lineal de la función {\displaystyle f} alrededor de {\displaystyle x_{i}} de la siguiente manera:
{\displaystyle t_{x}^{\alpha ,\infty }f(x)\approx f(x_{i})+\sum _{k=1}^{m}{\hat {e}}_{j}o_{k}^{\alpha }[f]_{j}(x_{i})\left[(x-x_{i})\right]_{k},}
lo cual se puede expresar de forma más compacta como:
{\displaystyle t_{x}^{\alpha ,\infty }f(x)\approx f(x_{i})+\left(o_{k}^{\alpha }[f]_{j}(x_{i})\right)(x-x_{i}),}
donde {\displaystyle \left(o_{k}^{\alpha }[f]_{j}(x_{i})\right)} denota una matriz cuadrada. Por otro lado, si {\displaystyle x\to \xi } y dado que {\displaystyle \|f(\xi )\|=0}, se infiere lo siguiente:
{\displaystyle 0\approx f(x_{i})+\left(o_{k}^{\alpha }[f]_{j}(x_{i})\right)(\xi -x_{i})\quad \Rightarrow \quad \xi \approx x_{i}-\left(o_{k}^{\alpha }[f]_{j}(x_{i})\right)^{-1}f(x_{i}).}
Como consecuencia, definiendo la matriz:
{\displaystyle A_{f,\alpha }(x)=\left([A_{f,\alpha }]_{jk}(x)\right):=\left(o_{k}^{\alpha }[f]_{j}(x)\right)^{-1},}
es posible definir el siguiente método iterativo fraccional:
{\displaystyle x_{i+1}:=\Phi (\alpha ,x_{i})=x_{i}-A_{f,\alpha }(x_{i})f(x_{i}),\quad i=0,1,2,\cdots ,}
que corresponde al caso más general del método de Newton-Raphson fraccional. 

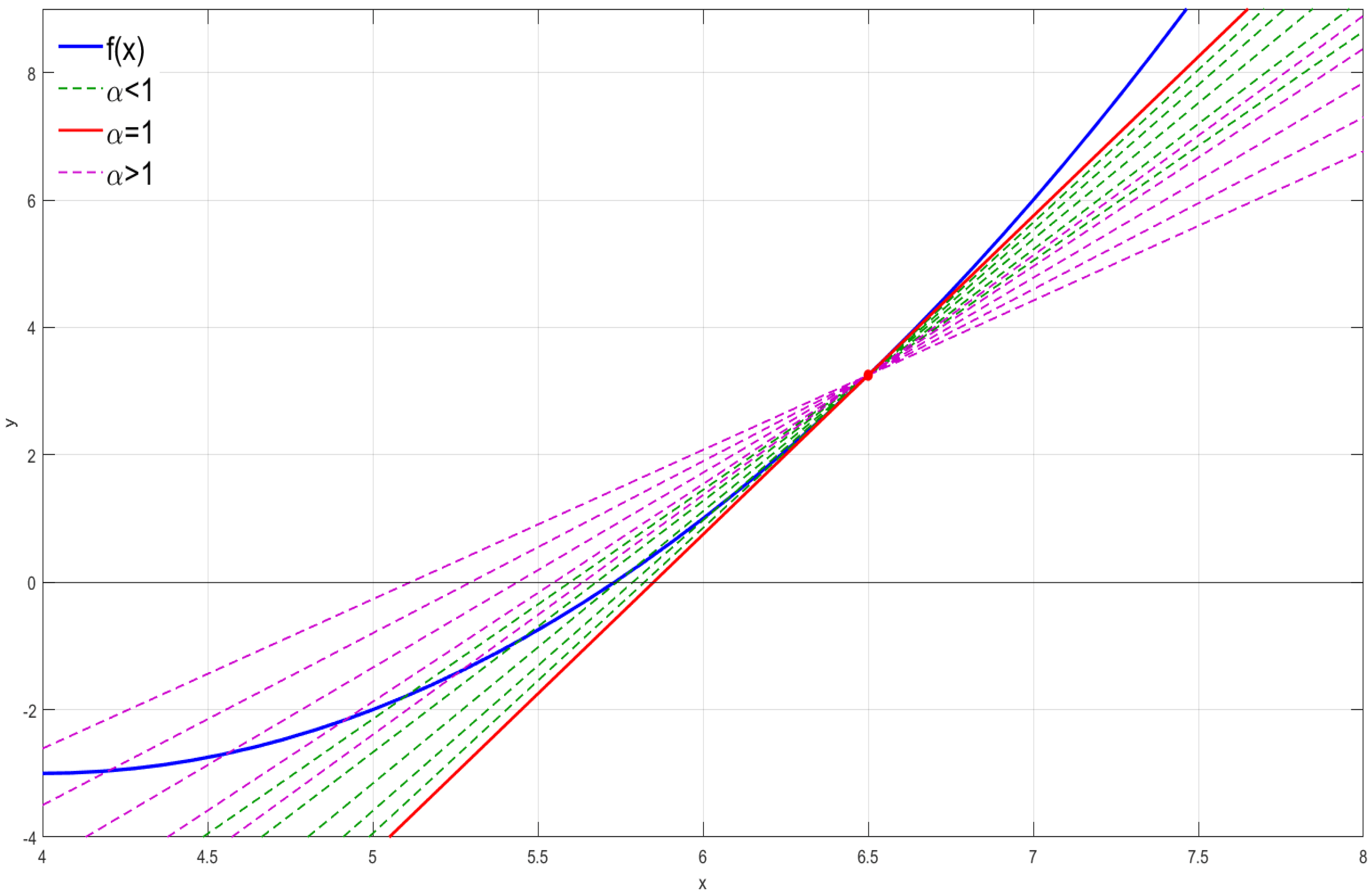
Ilustración de algunas líneas generadas por el método de Newton–Raphson fraccional para la misma condición inicial pero con diferentes órdenes del operador fraccional implementado. El método de Newton–Raphson fraccional generalmente genera líneas que no son tangentes a la función cuyas raíces se buscan, a diferencia del método clásico de Newton–Raphson. Fuente: [https://www.mdpi.com/2504-3110/5/4/240 MDPI

El uso de operadores fraccionales en métodos de punto fijo ha sido ampliamente estudiado y citado en diversas fuentes académicas. Ejemplos de esto se pueden encontrar en varios artículos publicados en revistas de renombre, como los que aparecen en ScienceDirect, Springer, World Scientific, y MDPI, 
,, 
. También se incluyen estudios de Taylor & Francis (Tandfonline) 
, Cubo 
, Revista Mexicana de Ciencias Agrícolas, Journal of Research and Creativity, MQR 
, y Актуальные вопросы науки и техники. Estos trabajos destacan la relevancia y aplicabilidad de los operadores fraccionales en la resolución de problemas.